# 23221 Delgado
23221 Delgado là một tiểu hành tinh vành đai chính với chu kỳ quỹ đạo là 1269.8789407 ngày (3.48 năm).
Nó được phát hiện ngày 1 tháng 11 năm 2000.